# Ihar Majstrenka
Ihar Majstrenka, född den 21 november 1959 i Minsk i Vitryska SSR, Sovjetunionen, är en sovjetisk roddare.
Han tog OS-brons i åtta med styrman i samband med de olympiska roddtävlingarna 1980 i Moskva.